# Wesley Fofana (Fußballspieler)
Wesley Fofana (* 17. Dezember 2000 in Marseille) ist ein französischer Fußballspieler. Er steht beim englischen Erstligisten FC Chelsea unter Vertrag.

## Karriere
Der im südfranzösischen Marseille geborene Fofana hat malische Wurzeln. Er spielte in den Nachwuchsmannschaften diverser Amateurvereine, bevor er im Jahr 2015 in die Nachwuchsabteilung der AS Saint-Étienne wechselte. Seit März 2018 spielte er für die Reservemannschaft in der fünftklassigen Championnat National 3. Am 15. Mai 2018 unterzeichnete er seinen ersten professionellen Vertrag bei Les Verts. In dieser Saison 2017/18 kam er zu 10 Ligaeinsätzen für die Reserve. In der folgenden Spielzeit 2018/19 spielte er überwiegend für die B-Mannschaft und wurde zum Ende in die erste Mannschaft von Cheftrainer Jean-Louis Gasset befördert. Sein Debüt in der Ligue 1 gab der Innenverteidiger am 18. Mai 2019 (37. Spieltag) beim 3:0-Heimsieg gegen den OGC Nizza. Auch im letzten Spiel der Saison kam er erneut zum Einsatz. Zu Beginn der nächsten Saison 2019/20 wurde er vom neuen Cheftrainer Ghislain Printant in keinem Pflichtspiel berücksichtigt. Dies änderte sich nach dessen Entlassung und der Ankunft des neuen Übungsleiters Claude Puel erheblich, welcher ihn zum Stammspieler in der Innenverteidigung machte.
Am 2. Oktober 2020 wechselte Fofana zum englischen Erstligisten Leicester City, bei dem er einen Fünfjahresvertrag unterzeichnete. Mit dem Verein gewann er in der Saison 2020/21 den FA Cup.
Ende August 2022 wechselte Fofana zum Ligakonkurrenten FC Chelsea, bei dem er einen Vertrag bis zum 30. Juni 2029 unterschrieb. Laut englischen Medienberichten betrug die Ablösesumme 70 Millionen Pfund Sterling (zu dem Zeitpunkt rund 81,7 Millionen Euro) und kann sich durch Bonuszahlungen auf 75 Millionen Pfund Sterling (zu dem Zeitpunkt rund 87,5 Millionen Euro) erhöhen. Damit wurde der 21-Jährige zu einem der teuersten Transfers der Fußballgeschichte.

## Titel
- Conference-League-Sieger: 2025
- Englischer Pokalsieger: 2021